# Schloss Obenhausen

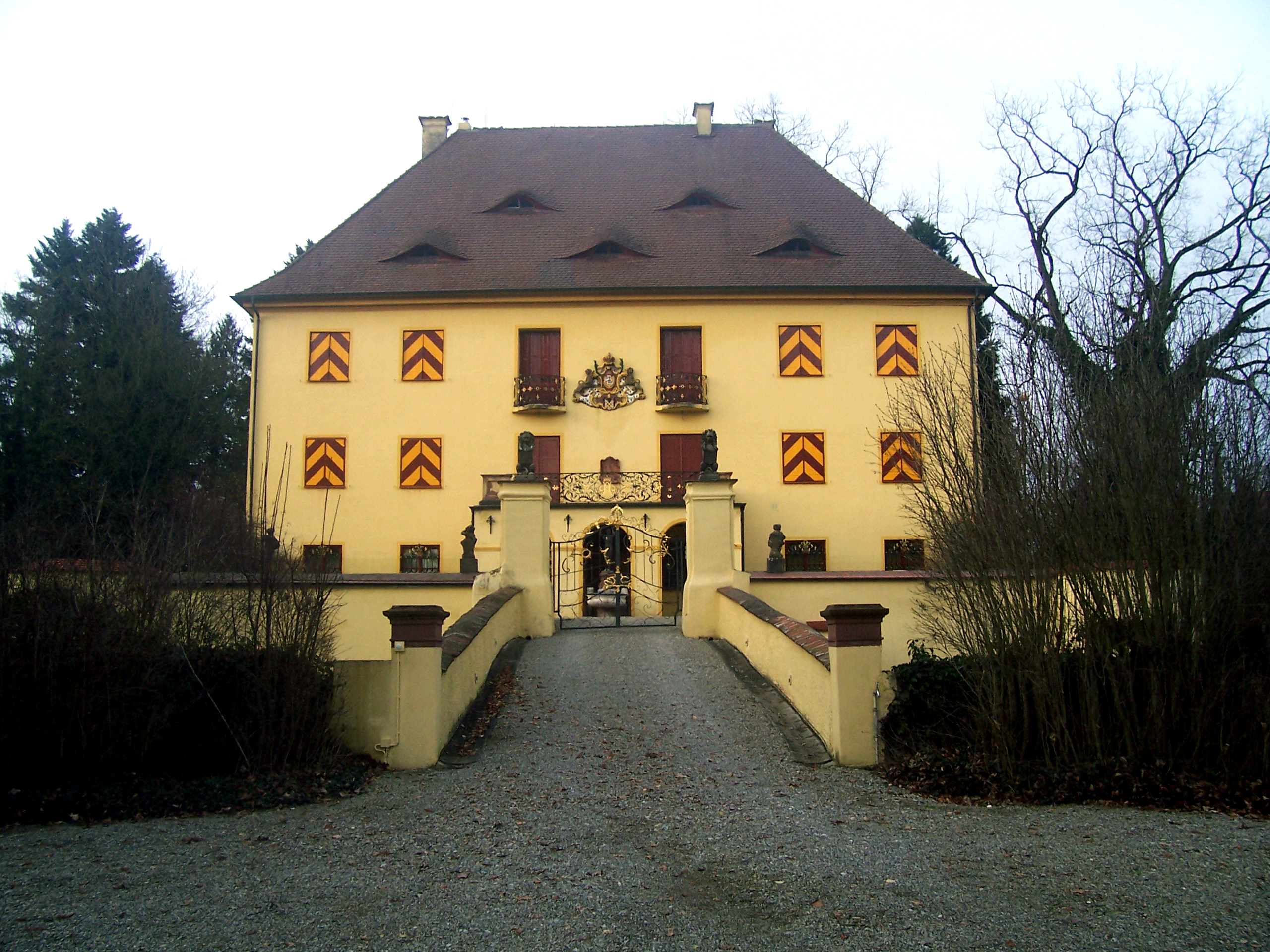
Schloss der Grafen von Moy

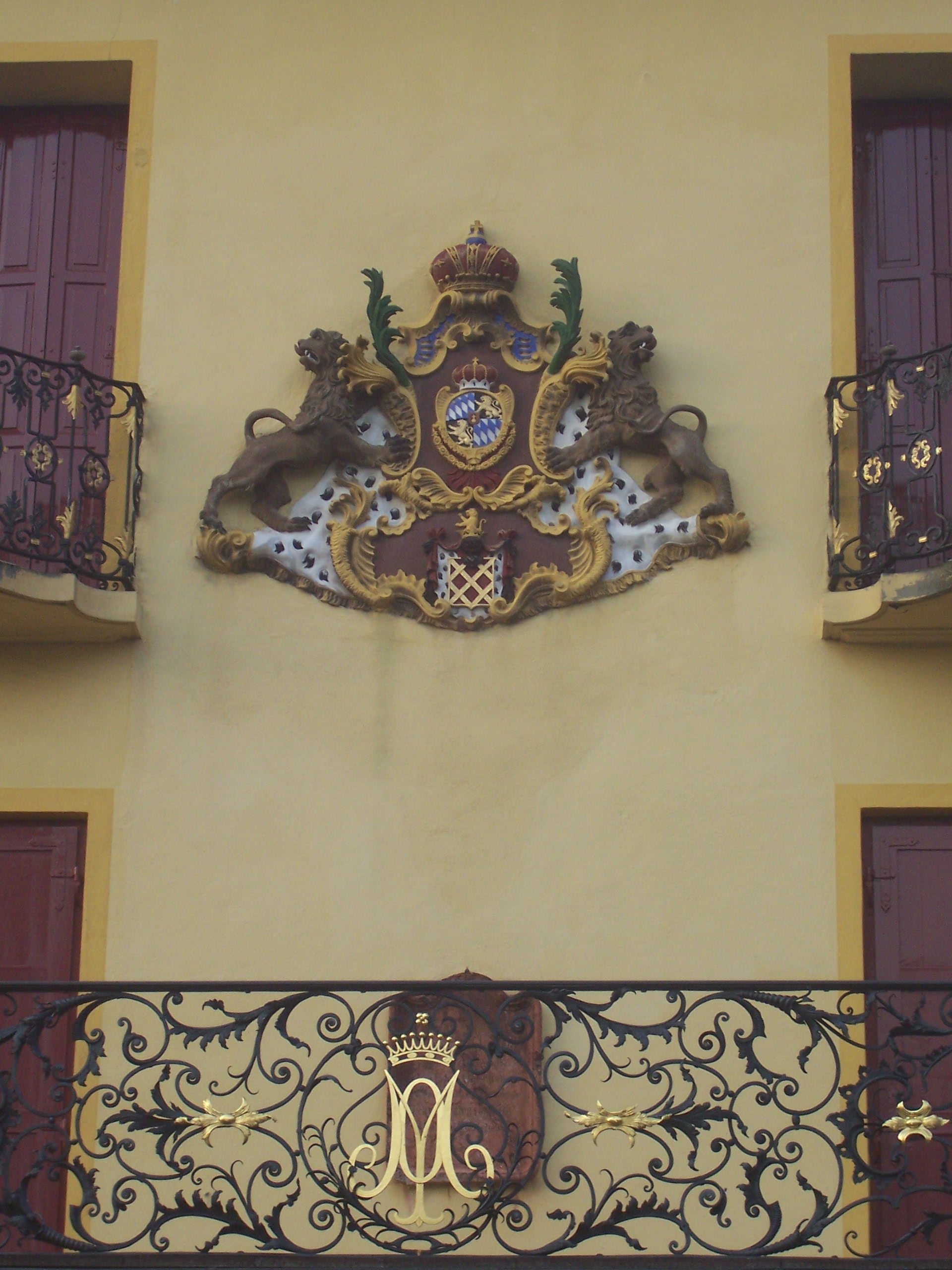
Wappen von Bayern und der Grafen von Moy

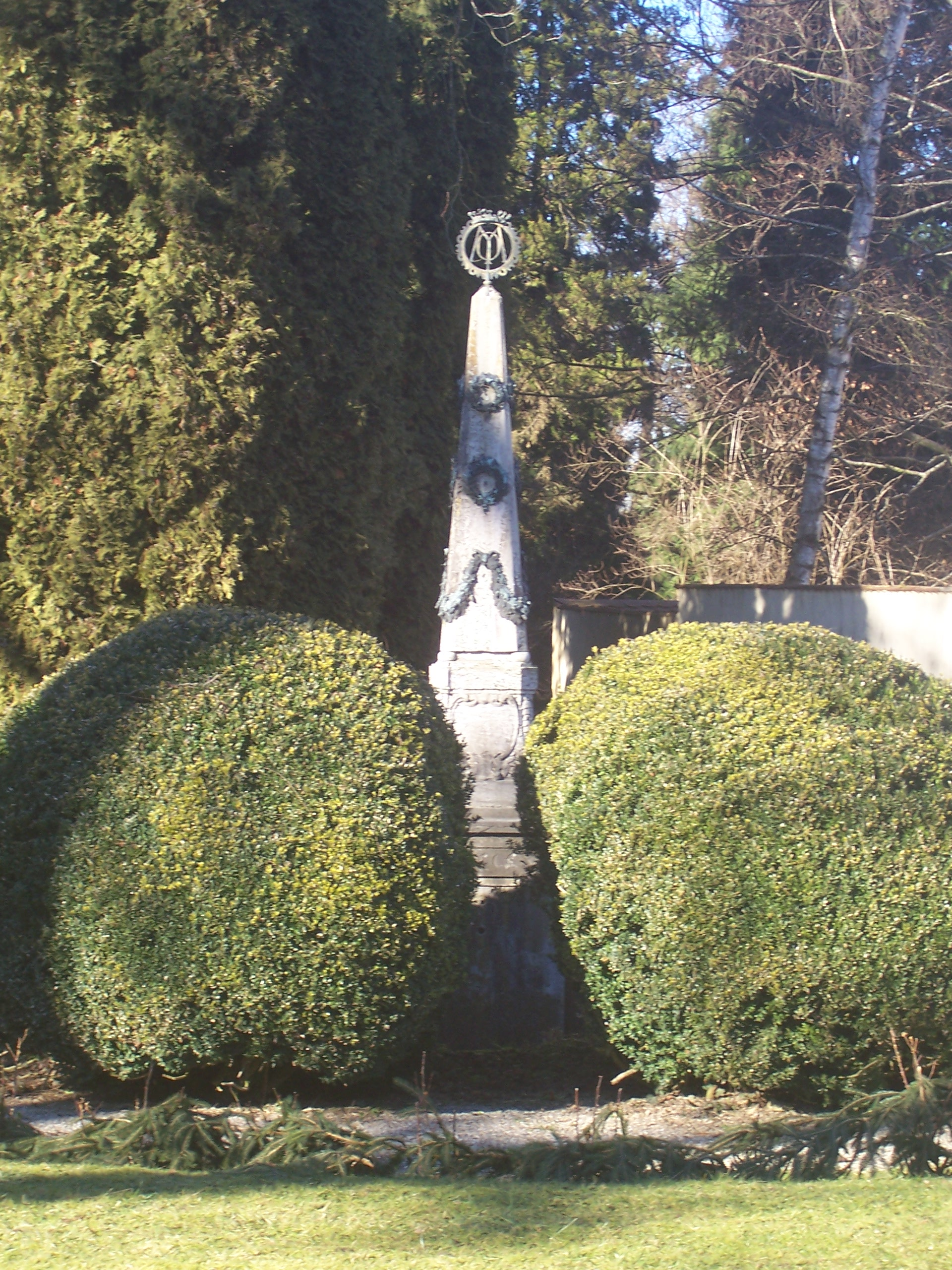
Obelisk im Schlossgarten

Das Schloss Obenhausen befindet sich im Zentrum des zum Markt Buch gehörenden Ortes Obenhausen.

## Geschichte
Ursprünglich war es eine mittelalterliche Wasserburg, die mit der Herrschaft Weißenhorn von den Herren von Neuffen nach der Erlöschen über Bayern 1504 an die Habsburger kam. Diese verpfändeten das Schloss samt Ort wiederum an die Ulmer Patrizier Roth. Der heutige Bau stammt im Kern aus dem 16. Jahrhundert und wurde durch die Augsburger Patrizier von Paumgarten errichtet. Nachdem der Bau unter den Fuggern 1571 renoviert wurde, verkauften ihn diese dann im Jahr 1676 zusammen mit dem Ort an das Kloster Roggenburg, das den Besitz kurz darauf an das Kloster Rottenbuch bei Schongau weiterveräußerte. In der ersten Hälfte des 18. Jahrhunderts erfolgte ein Umbau. Als weitere Besitzer folgte 1744 die Kartause Buxheim, nach der Säkularisation, die Grafen von Ostein, 1809 der Baron von Verger und 1873 die Grafen Moy de Sons, welche den Titel der Bayerischen Zeremonienmeister innehatten und das Gebäude heute noch bewohnen. 1889 bis 91 erfolgte ein großzügiger Umbau mit Aufstockung und Anfügen eines Treppenhauses. Zu Ende des Zweiten Weltkriegs diente Schloss Obenhausen als Standort des lokalen Artilleriekommandanten. Sein heutiges Aussehen erhielt das Schloss 1953 durch den Ulmer Architekten Lothar von Malsen.

## Baubeschreibung
Der heutige Bau stellt sich als dreigeschossiger Kubus mit zwei angebauten Türmen sowie einem Treppenhaus an der Nordfront dar. Darüber erhebt sich ein hohes Walmdach, das im Jahr 1953 nach der Aufstockung des Hauses neu errichtet wurde. Das Schloss ist umgeben von einem Graben, durch den noch die ursprüngliche Funktion als Wasserschloss deutlich wird. Über diesen Graben führt an der Südseite eine Brücke, flankiert von zwei Pfeilern. An der Südfront sind über einer Gedenktafel für die Lehensverleihung durch König Ludwig II. die Wappen des Königreiches Bayern und der Grafen von Moy angebracht. Das Gebäude wird umgeben von einem englischen Landschaftsgarten mit einem kleinen See. Im Schlosspark befindet sich ein neoklassizistischer Obelisk mit der Widmung Unsern Obenhauser Rehen.

## Sonstiges

### DieSage vom Schönen Elslein
Der damalige Hetzenmüller verliebte sich unsterblich in das Elslein von Tannenhärtle. Doch auch der Ritter Konrad von Roth, welcher in dem Schloss Obenhausen wohnte, begehrte das schöne Mädchen. Obwohl nicht adeliger Herkunft entschied sich das Elsein für den Rittersmann, worüber der Hetzenmüller sehr betrübt war. Dies ereignete sich in der Zeit der Bauernkriege, die auch nach und nach das Gebiet um Obenhausen heimsuchten. Der Hetzenmüller schloss sich den Aufständischen an und traf im Kampf auf Konrad von Roth, welchen er mit einem Speer erstach. Seines ehemaligen Nebenbuhlers nun entledigt, machte sich der Hetzenmüller auf die Suche nach dem schönen Elslein, aber er fand die junge Dame nicht mehr. Sie war fortgegangen.